# 迭戈·布努埃尔

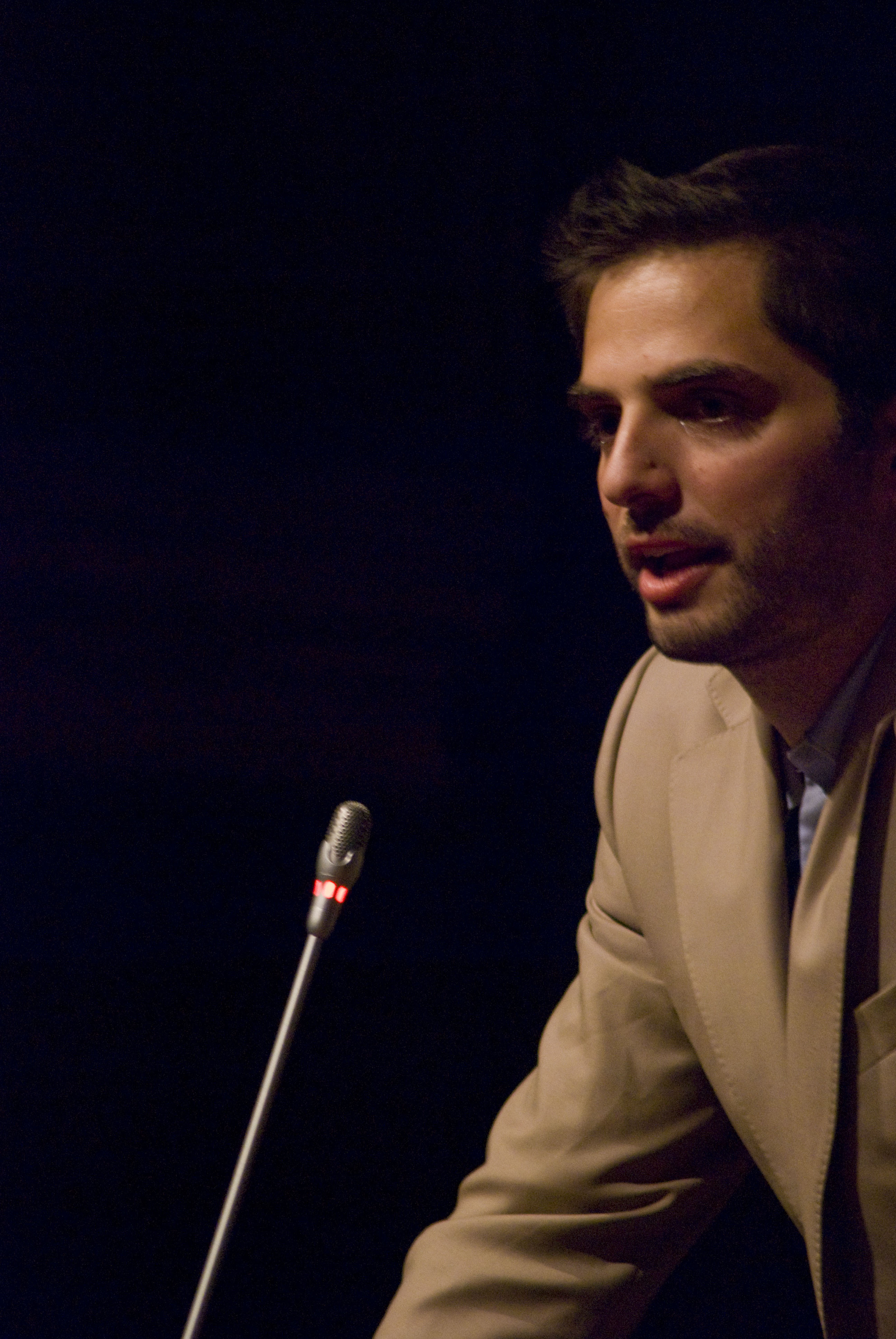
迭戈·布努埃尔

迭戈·布努埃尔（Diego Buñuel；1975年—）是法国的一位影片制作人，在国家地理频道参与《妈啊！》的拍摄，并在法国Canal+频道主持一档名为法语名为《Les Nouveaux Explorateurs》的新闻节目。
迭戈·布努埃尔毕业于西北大学，主修新闻和政治，是西班牙电影导演路易斯·布努埃尔的外孙。